# لوکاش پالیزا
لوکاش پالیزا (چکی: Lukáš Palyza؛ زادهٔ ۱۰ نوامبر ۱۹۸۹)  بازیکن بسکتبال اهل جمهوری چک است. وی در بازی‌های المپیک تابستانی ۲۰۲۰ شرکت کرده‌است.